# 冷溶
冷溶（1953年8月—），男，汉族，山东平度人，中国党史理论家。1969年9月参加工作，1983年5月加入中国共产党，北京大学哲学系哲学专业毕业，大学学历，中国社会科学院学部委员、博士生导师，著名理论家。中共第十七届中央候补委员，第十八、十九届中央委员。第十届全国人大常委会委员、全国人大法律委员会委员、第十三届全国人民代表大会教育科学文化卫生委员会副主任委员。

## 经历
早年曾为黑龙江生产建设兵团第五师战士，北京第二机床厂工人、政治部宣传科干事。1979年高考恢复后考入北京大学哲学系哲学专业学习。1983年毕业后分配到中共中央文献研究室，历任综合组邓小平研究小组编辑、副组长，邓小平研究组著作小组副组长，邓小平研究组副组长兼著作小组组长（副局级），室务委员兼邓小平研究组副组长、第三编研部副主任（副局级），室务委员兼第三编研部主任等职。1997年11月，任中共中央文献研究室副主任，2001年10月升任常务副主任。2004年11月，任中国社会科学院党组副书记、常务副院长（正部长级，2005年12月－2007年1月兼任马克思主义研究院院长并担任学部委员、学部主席团主席）。2007年12月，任中共中央文献研究室主任。2008年10月，当选中国科学社会主义学会会长。2009年2月，当选中国中共文献研究会会长。2018年3月，中央文献研究室并入新组建的中央党史和文献研究院，任院长。